# Marie Womplou
Marie Womplou, född 20 december 1969, är en friidrottare från Elfenbenskusten. Hon deltog vid olympiska sommarspelen 1988.